# Équipe de Grande-Bretagne de football à 5
Maillots
Actualités
L'équipe de Grande-Bretagne et d'Irlande du Nord olympique de football  est constituée par une sélection des meilleurs joueurs britanniques. Cette équipe a été réunie en 2008 et 2012 pour participer à des matchs amicaux et aux tournois de football des Jeux paralympiques. La Grande-Bretagne est le nom utilisé par le Royaume-Uni aux Jeux paralympiques.

## Histoire
En temps normal, le Royaume-Uni est représenté par les nations qui le constituent; l'Angleterre, l'Écosse, l'Irlande du Nord et par le pays de Galles, qui participent à la Coupe du monde de la FISA et au Championnat d'Europe de football.

## Effectif actuel
Pour les Jeux paralympiques 2012 stats 